# William Barstow von Guenther
William Barstow Guenther, ab 1881 von Guenther, (auch Günther; * 8. März 1815 in London; † 13. September 1892 in Thun) war ein preußischer Verwaltungsjurist und Oberpräsident in Posen.

## Leben
Er studierte Rechtswissenschaft an der Rheinischen Friedrich-Wilhelms-Universität, wo er Mitglied des Corps Borussia Bonn wurde. Nach dem Studium trat er in die innere Verwaltung des  Königreichs Preußen. 1843 wurde er Hilfsarbeiter bei der  Regierung in Magdeburg und 1849 Regierungsrat in Stettin. Ab 1854 war er  Geh. Finanzrat und Mitglied des Generaldirektoriums der Stiftung Preußische Seehandlung. Günther wurde 1859 zum Geh. Oberfinanzrat ernannt. Seit 1863 war er Ministerialdirektor im preußischen Finanzministerium im Rang eines Wirkl. Geh. Oberfinanzrates mit dem Titel  Exzellenz. Seit 1867 war er Bevollmächtigter zum Bundesrat (Deutsches Reich). Im Jahr 1870 wurde Günther zum Präsidenten der Seehandlung ernannt. Zwischen 1873 und 1886 amtierte er als Oberpräsident der Provinz Posen. Otto von Bismarck drängte ihn schließlich zum Rücktritt. Günther war seit 1872 Mitglied des Preußischen Herrenhauses. Am 15. Juni 1881 wurde er von  Wilhelm I.  nobilitiert und in den preußischen Adelsstand erhoben. Seit 1886 trug er das Großkomtur des Königlichen Hausordens von Hohenzollern. 
Mit Klara Jebens (* 26. Juni 1828; † 4. April 1912) verheiratet, war er Vater des schlesischen Oberpräsidenten Hans Lauchlan von Guenther und der Tochter Helene (1856–1933), die Alexander von Seydlitz-Kurzbach heiratete.